# UCI Africa Tour 2016
Die UCI Africa Tour 2016 ist die 12. Austragung des zur Saison 2005 vom Weltradsportverband UCI eingeführten afrikanischen Straßenradsport-Kalenders unterhalb der UCI WorldTour, der zu den UCI Continental Circuits für Männer gehört. Die Saison begann am 18. Januar 2016 und endete am 16. Oktober 2016.
Die Eintagesrennen und Etappenrennen der UCI Africa Tour sind in drei UCI-Kategorien (HC, 1 und 2) eingeteilt. Bei jedem Rennen werden Punkte für eine Gesamtwertung der Fahrer, Mannschaften und Nationen vergeben. An der Mannschaftswertung nehmen die Professional Continental Teams und die Continental Teams teil, nicht jedoch die startenden UCI WorldTeams. An der Nationenwertung nehmen nur die Nationen des Kontinents teil, gezählt werden aber die Ergebnisse aller Circuits.

Zu den Regeln der einzelnen Ranglisten: 

## Januar
| Datum   | Rennen                            | Kat. | Sieger       | Team           |
| ------- | --------------------------------- | ---- | ------------ | -------------- |
| 18.–24. | La Tropicale Amissa Bongo Ondimba | 2.1  | Adrien Petit | Direct Énergie |

## Februar
| Datum | Rennen                                 | Kat. | Sieger                   | Team    |
| ----- | -------------------------------------- | ---- | ------------------------ | ------- |
| 24.   | Afrikameisterschaft – Einzelzeitfahren | CC   | Mouhssine Lahsaïn        | Marokko |
| 26.   | Afrikameisterschaft – Straßenrennen    | CC   | Issak Tesfom Okubamariam | Eritrea |

## März
| Datum   | Rennen                               | Kat. | Sieger              | Team                             |
| ------- | ------------------------------------ | ---- | ------------------- | -------------------------------- |
| 4.      | Circuit International d’Alger        | 1.2  | Jesus Alberto Rubio | Al Nasr Pro Cycling Team – Dubai |
| 5.–7.   | Tour Internationale d’Oranie         | 2.2  | Luca Wackermann     | Al Nasr Pro Cycling Team – Dubai |
| 8.      | Grand Prix de la Ville d’Oran        | 1.2  | Tomas Vaitkus       | Al Nasr Pro Cycling Team – Dubai |
| 10.–12. | Tour International de Blida          | 2.2  | Luca Wackermann     | Al Nasr Pro Cycling Team – Dubai |
| 12.–20. | Tour du Cameroun                     | 2.2  | Mohmed Amine Errafi | Marokko                          |
| 13.–16. | Tour International de Sétif          | 2.2  | Essaid Abdelouache  | Al Nasr Pro Cycling Team – Dubai |
| 17.     | Criterium International de Sétif     | 1.2  | Adil Barbari        | Al Nasr Pro Cycling Team – Dubai |
| 19.–22. | Tour Internationale d’Annaba         | 2.2  | Luca Wackermann     | Al Nasr Pro Cycling Team – Dubai |
| 23.–25. | Tour International de Constantine    | 2.2  | Tomas Vaitkus       | Al Nasr Pro Cycling Team – Dubai |
| 26.     | Circuit International de Constantine | 1.2  | Joseph Areruya      | Ruanda                           |
| 28.     | Critérium International d’Alger      | 1.2  | Nassim Saidi        | Al Marakeb Pro Cycling Team      |

## April
| Datum   | Rennen                            | Kat. | Sieger             | Team                          |
| ------- | --------------------------------- | ---- | ------------------ | ----------------------------- |
| 1.–10.  | Tour du Maroc                     | 2.2  | Stefan Schumacher  | Christina Jewelry Pro Cycling |
| 16.     | Fenkil Northern Red Sea Challenge | 1.2  | Michael Habtom     |                               |
| 17.     | Massawa Circuit                   | 1.2  | Tesfom Okubamariam | Sharjah Team                  |
| 19.–23. | Tour Eritrea                      | 2.2  | Merhawi Goitom     |                               |
| 23.–30. | Tour du Sénégal                   | 2.2  | Abdellah Benyoucef | Algerien                      |
| 24.     | Asmara Circuit                    | 1.2  | Yonas Fissahaye    |                               |

## Mai
| Datum   | Rennen                                            | Kat. | Sieger                | Team         |
| ------- | ------------------------------------------------- | ---- | --------------------- | ------------ |
| 5.      | Challenge du Prince – Trophée Princier            | 1.2  | Thomas Vaubourzeix    |              |
| 7.      | Challenge du Prince – Trophée de l'Anniversaire   | 1.2  | Soufiane Sahbaoui     |              |
| 8.      | Challenge du Prince – Trophée de la Maison Royale | 1.2  | Mouhssine Lahsaïn     |              |
| 21.–25. | Tour de Tunisie                                   | 2.2  | Abderrahmane Mansouri | Sharjah Team |

## August
| Datum  | Rennen                      | Kat. | Sieger       | Team |
| ------ | --------------------------- | ---- | ------------ | ---- |
| 27.-3. | Tour Ethiopian Meles Zenawi | 2.2  | Tedros Redae |      |

## September
| Datum   | Rennen                   | Kat. | Sieger            | Team |
| ------- | ------------------------ | ---- | ----------------- | ---- |
| 24.–30. | Tour Ivoirien de la Paix | 2.2  | Mohcine Elkouraji |      |

## Oktober
| Datum   | Rennen                  | Kat. | Sieger        | Team |
| ------- | ----------------------- | ---- | ------------- | ---- |
| 14.–16. | Grand Prix Chantal Biya | 2.2  | Martial Roman |      |

## Gesamtwertung
(Endstand: 23. Oktober 2016)
| Platz | Fahrer                   | Team                       | Punkte |
| ----- | ------------------------ | -------------------------- | ------ |
| 1.    | Issak Tesfom Okubamariam | SHJ                        | 432    |
| 2.    | Adil Barbari             | ANS                        | 284    |
| 3.    | Soufiane Haddi           | Skydive Dubai-Al Ahli Club | 281    |
| 4.    | Abderrahmane Mansouri    | SHJ                        | 244    |
| 5.    | Mouhssine Lahsaïn        |                            | 219    |

| Platz | Team                       | Punkte |
| ----- | -------------------------- | ------ |
| 1.    | Nasr Dubai                 | 1034   |
| 2.    | Sharjah Team               | 1027   |
| 3.    | Skydive Dubai-Al Ahli Club | 588    |
| 4.    | Team Dimension Data        | 457    |
| 5.    | Direct Énergie             | 214    |

| Platz | Nation    | Punkte |
| ----- | --------- | ------ |
| 1.    | Eritrea   | 1531   |
| 2.    | Marokko   | 1336   |
| 3.    | Algerien  | 1277   |
| 4.    | Südafrika | 884    |
| 5.    | Ruanda    | 502    |